# Guerra dentro
Guerra dentro è un singolo del rapper italiano Nayt pubblicato il 16 giugno 2023 come secondo estratto dal settimo album in studio Habitat dalle etichette VNT1 e Columbia.

## Tracce
Testi di William Mezzanotte, musiche di Davide D'Onofrio.
1. Guerra dentro – 2:58